# Geoffrey de Havilland
Pour les articles homonymes, voir De Havilland.
Geoffrey de Havilland (27 juillet 1882-21 mai 1965) est un industriel britannique qui créa la De Havilland Aircraft Company en 1920. Lui-même ingénieur et pilote, il conçut de nombreux prototypes d'avions dont le De Havilland Comet, premier avion commercial à réaction (inauguré en 1952).

## Biographie

### Années de formation
Né en 1882 à High Wycombe (Buckinghamshire), de Havilland était le fils cadet du Révérend Charles de Havilland et d'Alice Jeannette (née Saunders). Il fit ses études secondaires à la St Edward's School d'Oxford et reçut sa formation technique à Crystal Palace School (en), école d'ingénieur privée créée à Sydenham en 1853, dans l'élan de technophilie qui suivit l'Exposition internationale.
Il s’intéressa d’abord à la mécanique automobile : il travailla comme stagiaire chez Willans & Robinson à Rugby, puis comme projeteur chez Wolseley Motors à Birmingham, et l'année suivante au bureau d'études de la Motor Omnibus Construction Co. Ltd à Walthamstow. Au cours des deux années qu'il passa dans cette société, il conçut son premier aéroplane et fit construire le premier prototype de l'Iris Motor Company (en) de Willesden.

### Avionneur
Avec de l'argent emprunté à son grand-père maternel, il passa deux années entières à mettre au point un prototype d'avion biplan, qui s'écrasa à l'atterrissage dès son premier vol à Seven Barrows, près de Litchfield (Hampshire) en 1910 (une plaque commémorative rappelle cet événement). Les essais postérieurs furent plus encourageants : dès 1912, de Havilland parvint à battre le record britannique d’altitude (3 200 m) avec un avion de sa conception, le B.E.2. De Havilland en était l'ingénieur et son frère Hereward le pilote d'essai.
Au mois de décembre 1910, de Havilland fut recruté par l'usine d'aérostats de Farnborough, qui allait bientôt devenir la Royal Aircraft Factory. Il vendit son second aéroplane (sur lequel il avait appris à piloter) à son nouvel employeur pour 400 £. Rebaptisé le F.E.1 (en), ce fut le premier nom d'avion de la Royal Aircraft Factory. Au cours des trois années suivantes de Havilland prit part à l'étude de plusieurs prototypes de la Factory.
En janvier 1914, de Havilland fut nommé inspecteur à la Direction de l'Aéronautique, mais il ne pouvait se complaire dans un travail purement administratif, et dès le mois de mai il accepta le poste d'ingénieur en chef chez Airco, à Hendon. Il conçut plusieurs modèles d'avions pour cette société, qui tous portent ses initiales, DH. Un grand nombre d'appareils conçus par de Havilland, pilotés par des aviateurs du Royal Flying Corps puis plus tard par la Royal Air Force, combattirent au cours de la Première Guerre mondiale. En 1918, de Havilland fut décoré de l’Order of the British Empire (dont il sera promu « Commandeur » en 1934). En reconnaissance de ses services pour l'Armée, il fut décoré de l'Air Force Cross en 1919.
Airco fut rachetée par BSA Co., mais BSA ne s’intéressait qu'aux usines d'automobiles. Avec un emprunt 20 000 £, de Havilland racheta les machines dont il avait besoin et en 1920 il fonda la de Havilland Aircraft Co. sur l'aérodrome de Stag Lane, à Edgware, où plusieurs modèles d'avion virent le jour, notamment les appareils de la série Moth (en). En 1933, la compagnie déménagea ses ateliers à l'aérodrome de Hatfield, dans le Hertfordshire. Geoffrey de Havilland faisait volontiers office de pilote d'essai pour ses propres prototypes. On lui attribue le mot : « Nous pourrions faire des avions à réaction », qui rappelle la suspicion entourant encore les possibilités des avions à réaction au début de la Seconde Guerre mondiale.
Les chasseurs construits par la société, en particulier les Mosquito, jouèrent un rôle de premier plan au cours de la Deuxième Guerre mondiale.
De Havilland conserva la direction de la société jusqu'à son rachat par Hawker Siddeley en 1960.

### Retraite
En 1955, de Havilland se retira des affaires, tout en conservant la présidence de sa société. Il continua à piloter des avions jusqu'à l'âge de 70 ans et mourut d'une hémorragie cérébrale le 21 mai 1965 à l'hôpital Watford Peace Memorial, dans le Hertfordshire.
Anobli en 1944, il fut décoré de l’ordre du Mérite en 1962. Vainqueurs de multiples prix internationaux, il était membre d'honneur de plusieurs sociétés savantes.

## Famille

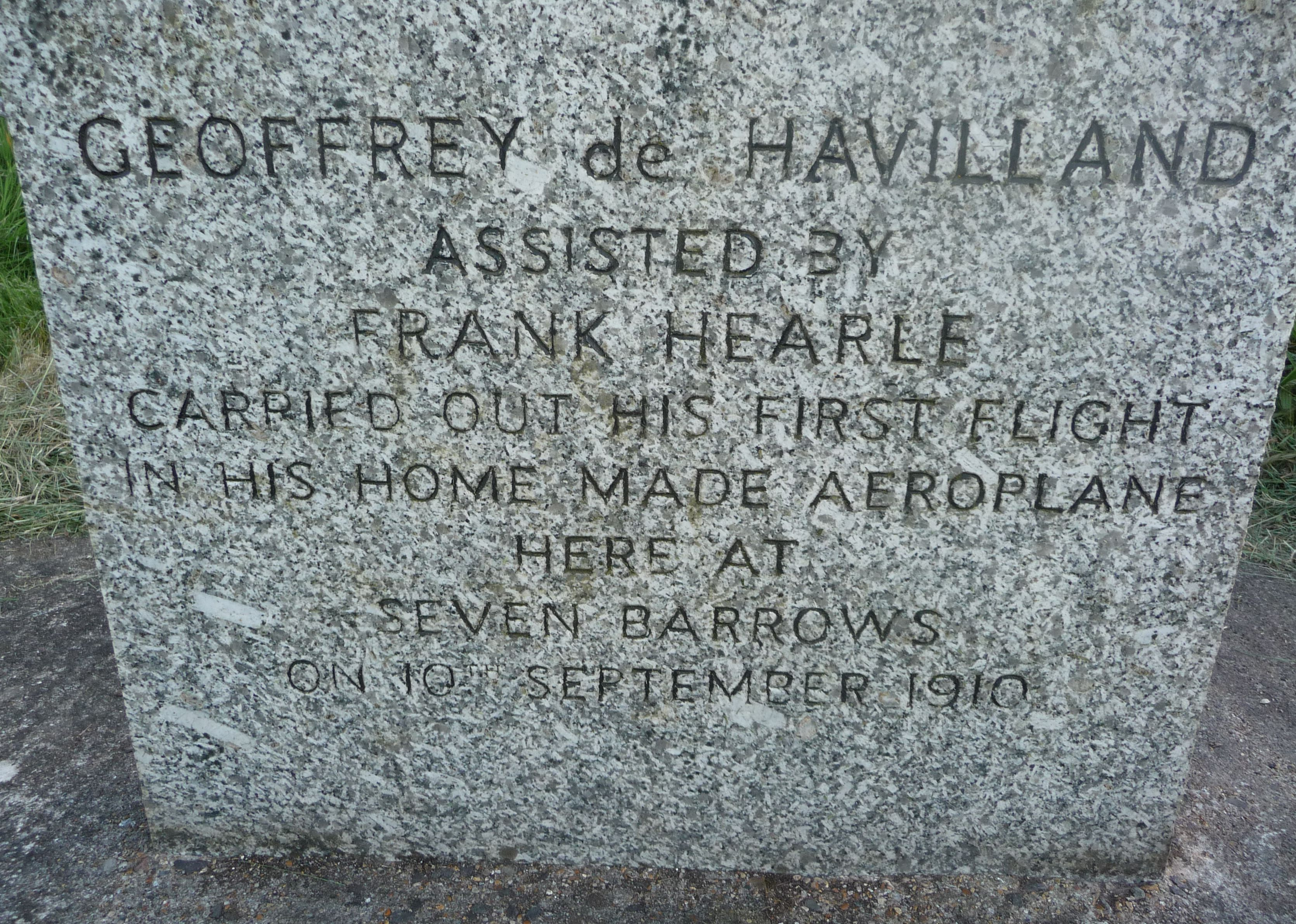
Stèle commémorative de De Havilland près de Seven Barrows Field et de Beacon Hill vue de l'A34.

Les actrices Olivia de Havilland et Joan Fontaine étaient deux cousines de Geoffrey de Havilland.
En 1909, Geoffrey de Havilland avait épousé Louise Thomas, auparavant gouvernante des sœurs de Havilland. Elle lui donna trois fils : Peter, Geoffrey et John. Deux d'entre eux périrent au cours de vols d'essai d'appareils de Havilland : le benjamin, John (en), lors d'une collision aérienne entre deux Mosquitos en 1943 ; le cadet, Geoffrey Jr., qui avait accompli les deux premiers vols du Mosquito et du Vampire mourut en 1946 à bord d'un DH 108 Swallow à réaction alors qu'il essayait de passer le mur du son. À la suite de ces deux accidents mortels, leur mère Louise tomba dans une profonde dépression et mourut en 1949. En 1951, de Havilland se remaria avec Joan Mary Frith (1900-1974).